# Alfredo Esmatges
Alfredo Esmatges Yuste (Barcelona, 18 de diciembre de 1932) fue un ciclista español que fue profesional entre 1955 y 1961. Antes, como amateur, había conseguido unas 50 victorias. Como profesional su éxito más destacado fue la victoria en una etapa de la Vuelta en Cataluña de 1955. También disputó pruebas en pista, en la especialidad de Madison.
Al retirarse del ciclismo activo continuó vinculado a este deporte. Durante 10 años (1962 a 1972) formó parte de la comisión técnica de la Federación Catalana de Ciclismo y entre 1978 y 1982 fue el presidente. El 1985 fue uno de los instructores al primer curso de la Escuela Catalana de Ciclismo. Fue objeto de un homenaje popular en la 9.ª Marcha Tierra del agua de Riells y Viabrea, el 2012; y la Federación lo distinguió el 2014, en el 30.º aniversario de la escuela de ciclismo del Velódromo de Horta que él contribuyó a fundar.

## Palmarés
- 1955
  - Vencedor de una etapa a la Vuelta en Cataluña
- 1956
  - Vencedor de una etapa en la Vuelta a Levante
- 1959
  - 1.º en Lérida
- 1960
  - Vencedor de una etapa a la Vuelta a Levante